# Roger Catherineau
Roger Catherineau, né le 26 mai 1914 à Bassens Gironde et mort dans la même ville le 22 mars 2001, est un footballeur français.

## Biographie

### Carrière de joueur
Capitaine des Girondins de Bordeaux avant-guerre, il est prisonnier durant le conflit mondial. À la Libération, il enfile à nouveau le maillot frappé du scapulaire. 

### Carrière d'entraîneur
Ancien attaquant, ce joueur au physique imposant se reconvertit comme entraîneur.

### Carrière de dirigeant
Il retrouve les Girondins en 1961 où il occupe un poste de dirigeant avant de devenir directeur sportif en 1967.